# Uma inornata
Uma inornata är en ödleart som beskrevs av Cope 1895. Uma inornata ingår i släktet Uma och familjen Phrynosomatidae. IUCN kategoriserar arten globalt som starkt hotad. Inga underarter finns listade i Catalogue of Life.
Arten förekommer i södra Kalifornien i USA. Den vistas i låglandet upp till 490 meter över havet. Uma inornata lever i sandiga områden med glest fördelad växtlighet. Den gömmer sig ofta i underjordiska bon som skapades av gnagare men den kan även gräva själv. Födan utgörs av insekter och några växtdelar.